# موتور غل محمد بلنغي (بمبور الشرقي)
موتور غل محمد بلنغي (بالإنجليزية: Mowtowr-e Gol Mohammad Palangi)‏ هي منطقة سكنية تقع في إيران في سيستان وبلوتشستان. يقدر عدد سكانها بـ 412 نسمة بحسب إحصاء 2016.